# Metaxaglaea violacea
Metaxaglaea violacea là một loài bướm đêm trong họ Noctuidae.